# Parc national El Chico
Le parc national El Chico (espagnol : Parque nacional El Chico), situé dans l'État d'Hidalgo, est l'une des plus anciennes aires protégées du Mexique. Sa fondation remonte à la période connue sous le nom de Porfiriato, où le président de la république en 1898, le général Porfirio Díaz, décète la protection de cette région sous le nom de « Monte Vedado del Mineral del Chico »  . 
Depuis cette date on cherche protection de ses anciennes forêts de conifère de la coupe et la déforestation qu'ont subi autres zones forestières du pays. À la suite d'un accord présidentiel le 13 septembre 1922, Il est décrété que la appelé Monte Vedado est classé en tant que réserve forestière de la nation.

## Arrêté
Le parc est créé à la suite d'un arrêté officiel émis le 6 juillet 1982 pour lequel déclare parc national El Chico, avec une superficie de 2 739 ha, localisées dans la Sierra de Pachuca, Hgo; et expropie en faveur du Gouvernement Fédéral  329 ha de propriétés privées.

## Géographie

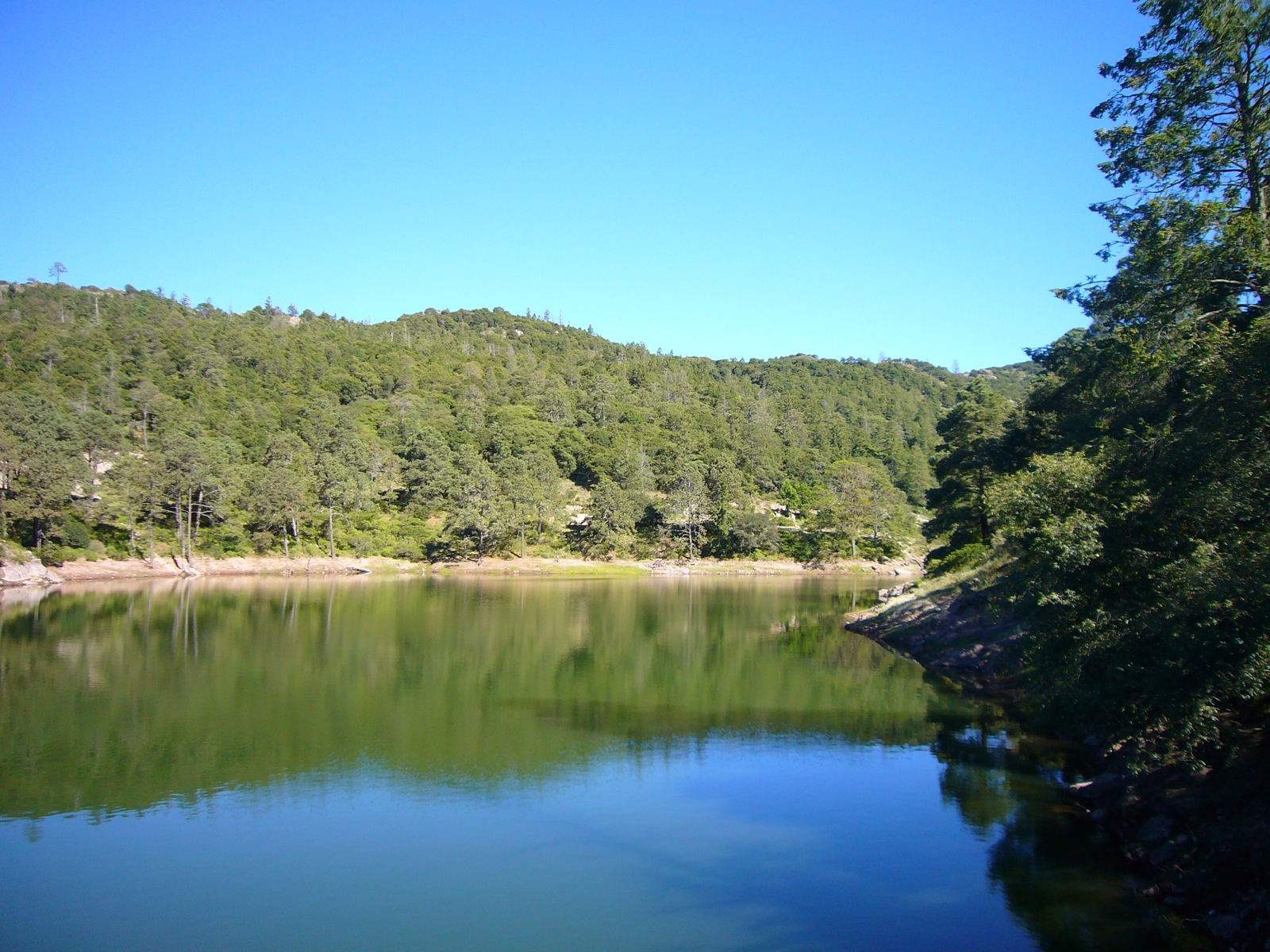
Vue de la prise du Cedral.

### Orographie
La zone de montagne dans laquelle se place le parc fait partie de la Sierra de Pachuca, d'origine volcanique, et laquelle limite la part nord de la vallée de Mexico ; cette sierra à son tour fait partie de la cordillère néo-volcanique.
L'altitude dans le parc varie de 2 300  à   3 090 mètres.
La plupart des sommets sont d'origine volcanique dont l'érosion a donné leurs formes actuelles. Le sommet le plus connu est Las Ventanas qui culmine à 3 090 mètres. Le parc comprend d'autres sommets connus, comme Las Monjas, La Peña del Cuervo (où se situe un point de vue qui permet d'observer une grande partie du parc), Les Religieuses, Le Club du Cuervo (un mirador y est élevé qui offre une vue remarquable sur le parc), La Peña del Sumate, La Muela, Los Enamorados et La Fortaleza pour en nommer quelques-unes.

### Hydrographie
Les précipitations pluviales dans les régions montagneuses sont à l'origine des eaux du parc. La principale rivière étant le Río el Milagro. Le bassin hydrographique dont fait partie le parc est le Rio Pánuco.

## Flore et faune
Ce bois présente un des meilleurs écosystèmes préservés dans la zone qui correspond à la partie nord de la vallée de Mexico. Autant la végétation aussi bien que la faune qu'il y a dans le lieu est diverse, en hébergeant quelques espèces endémiques et quelques-unes qui sont rares dans le pays, comme le cyprès qui est rare dans la forêt mexicaine.

### Flore
Les espèces d'arbres des forêts de ce parc national sont représentées par les espèces suivantes : 
Du genre des pins appartient l'espèce connue aussi bien que Pinus teocote et Pinus hartwegii ; le genre Abies est représenté par Abies religiosa ; au genre Quercus appartiennent les espèces Quercus laurina, Quercus affinis et Quercus rugosa Quercus glandulosa et Quercus mexicana. De Cupressus, se trouve principalement l'espèce Cupressus lindleyi, suivie, bien qu'en moindre présence, le Cupressus benthamii.
Dans la zone de pâturage, que n'est pas très abondante, on peut y observer des sapins. On y retrouve aussi Juniperus monticola qui forme des broussailles.

### Faune
De même que d'autres zones qui font partie de la cordillière Néovolcanique, on retrouve dans le parc national des espèces propres de la région de laquelle quelques-unes ont été cataloguées comme des espèces menacées ou en danger d'extinction. 
On a enregistré un total de 42 espèces existantes dans le parc, desquelles 17 ont été catégorisées à protection spéciale.